# راشد أحمد راشد
راشد أحمد راشد (مواليد 18 مارس 1996) لاعب كرة قدم إماراتي يجيد اللعب في الوسط لعب سابقاً مع نادي النصر في دوري الخليج العربي الإماراتي .

## روابط خارجية
- راشد أحمد راشد على موقع قاعدة بيانات كرة القدم.إي يو (الإنجليزية)
- راشد أحمد راشد على موقع Soccerway.com (الإنجليزية)